# Saint-Bonnet-le-Froid
Saint-Bonnet-le-Froid é uma comuna francesa na região administrativa de Auvérnia-Ródano-Alpes, no departamento de Alto Loire. Estende-se por uma área de 12,86 km². Em 2010 a comuna tinha 231 habitantes (densidade: 18 hab./km²).